# Vincent Gardenia

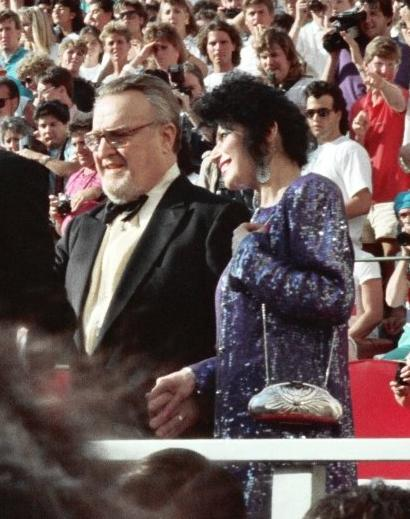
Vincent Gardenia mit seiner Ehefrau, 1988

Vincent Gardenia (* 7. Januar 1920 in Neapel, Kampanien; † 9. Dezember 1992 in Philadelphia, Pennsylvania) war ein US-amerikanischer Theater-, Film- und Fernsehschauspieler. Während der 1970er und 1980er Jahre war Gardenia in bekannten Filmen wie Ein Mann sieht rot oder Mondsüchtig als profilierter Nebendarsteller zu sehen.

## Leben und Werk
Vincent Gardenia wurde unter dem Namen Vincenzo Scognamiglio in Italien geboren. Nachdem er in die Vereinigten Staaten ausgewandert war, verbrachte er einen Großteil seines Lebens im New Yorker Stadtbezirk Brooklyn.
Seinen ersten Kinofilm drehte er 1945. 1961 trat er neben Paul Newman in Haie der Großstadt auf. Anschließend übernahm er Gastrollen in zahllosen Fernsehserien. In den 1970ern war er unter anderem zu sehen in den Filmen Ein Mann sieht rot, Lucky Luchiano und  Extrablatt. Kurzzeitig gehörte er zur Stammbesetzung der Sitcom All in the Family, der US-Variante von Ein Herz und eine Seele. 1980 übernahm er eine Rolle in dem Film Bruchlandung im Paradies. 1985 trat er in der Musicalverfilmung Der kleine Horrorladen auf, ein Jahr danach in der Komödie Mondsüchtig. Seine letzte große Rolle hatte er 1991 an der Seite mit Joe Pesci in dem Film Ein Vermieter zum Knutschen.
Vincent Gardenia starb 1992 an einem Herzinfarkt.
Zum Andenken an ihn wurde die 16th Avenue in Brooklyn zwischen der Cropsey Avenue und dem Shore Parkway in Vincent Gardenia Boulevard umbenannt.

## Preise und Auszeichnungen
- 1972 Gewinner des Tony Award als bester Schauspieler in einem Bühnenstück (The Prisoner of Second Avenue)
- 1974 und 1988 Nominiert für den Academy Award als bester Schauspieler in einer Nebenrolle für Das letzte Spiel bzw. Mondsüchtig
- 1979 Nominiert für den Tony Award als bester Schauspieler in einem Musical (Ballroom)
- 1990 Gewinner des Emmy Award für Age-Old Friends

## Filmografie (Auswahl)
- 1945: Das Haus in der 92. Straße (The House on 92nd Street)
- 1960: Unterwelt (Murder, Inc.)
- 1961: Sein Name war Parrish (Parrish)
- 1961: Der Tollwütige (Mad Dog Coll)
- 1961: Haie der Großstadt (The Hustler)
- 1962: Blick von der Brücke (Vu du pont)
- 1965: Der dritte Tag (The Third Day)
- 1970: Wo is’ Papa? (Where’s Poppa?)
- 1971: Kleine Mörder (Little Murders)
- 1971: Der 25 Millionen Dollar Preis (Cold Turkey)
- 1972: Magnum Heat (Hickey & Boggs)
- 1973: Das letzte Spiel (Bang the Drum Slowly)
- 1974: Lucky Luciano
- 1974: Ein Mann sieht rot (Death Wish)
- 1974: Extrablatt (The Front Page)
- 1976: Racket (Il grande racket)
- 1977: Es brennt an allen Ecken (Fire Sale)
- 1977: Stock Car Race – Höllenjagd auf heißen Pisten (Greased Lightning)
- 1978: Der Himmel soll warten (Heaven Can Wait)
- 1979: Rocky Marciano (Marciano)
- 1979: Firepower
- 1980: Die Traumfabrik (The Dream Merchants)
- 1980: Home Movies – Wie du mir, so ich dir (Home Movies)
- 1980: Bruchlandung im Paradies (The Last Flight of Noah’s Ark)
- 1981: Die Geschichte des James Thornwell (Thornwell)
- 1982: Die Nahkampftruppe (Ciao nemico)
- 1982: Der Mann ohne Gnade (Death Wish II)
- 1983: Kennedy (Fernsehdreiteiler)
- 1984: Im Spiegel des Todes (Dark Mirror)
- 1985: Achtung, Dinosaurier! (Movers & Shakers)
- 1985: Brooklyn Murder (Brass)
- 1986: Der kleine Horrorladen (Little Shop of Horrors)
- 1987: Mondsüchtig (Moonstruck)
- 1989: Skin Deep – Männer haben’s auch nicht leicht (Skin Deep)
- 1989: Ein Monat voller Sonntage (Age-Old Friends)
- 1991: Ein Vermieter zum Knutschen (The Super)